# Deportivo La Gomera
Deportivo La Gomera – gwatemalski klub piłkarski z siedzibą w mieście La Gomera, w departamencie Escuintla. Funkcjonował w latach 1998–2014. Domowe mecze rozgrywał na obiekcie Estadio Pedro Coronado Campo.

## Historia
Klub został założony w 1998 roku. Przez cały okres swojego istnienia występował w niższych ligach gwatemalskich. W drugiej lidze grał w latach 2003–2005, 2007–2009 i 2010–2014. W czerwcu 2014 z powodu niewystarczających środków finansowych sprzedał swoją licencję zespołowi Aurora FC i przestał istnieć.
Kontynuatorem tradycji La Gomery jest klub Gomera Comercio FC.

## Trenerzy
- Irvin Olivares (2012)[3]
- Orlando Peralta (2012)[4]
- Edwin Farfán (2013)[4]
- Julio Englenton Chuga (2013)[5]